# Eva Silverstein
Eva Silverstein, née le 24 octobre 1970, est une chercheuse en physique quantique américaine qui travaille sur la physique théorique des particules élémentaires et la théorie des cordes. Elle a eu pour directeur de thèse le père de la théorie M, Edward Witten. Primée à plusieurs reprises pour ses travaux, elle est membre de l'académie des sciences depuis 2020 et de la Société américaine de physique depuis 2016.

## Biographie
Elle nait à Spokane, son père Harry Silverstein est un professeur de philosophie (il exerce pendant 37 ans à la WSU) et sa mère Lorinda Knight Silverstein, est décoratrice d'intérieur, enseignante et galeriste.
Eva Silberstein passe sa licence en 1992 à l'Université Harvard et son doctorat à l'Université de Princeton en 1996 sous la direction d'Edward Witten. Elle commence sa carrière comme chercheuse postdoctorale à l'Université Rutgers et poursuit en 1999 à l'Institute for Advanced Study. Nommée professeur adjoint en 1997, professeur agrégé en 2001 et professeur au SLAC de l'Université Stanford en 2006. En 2009, elle rejoint l'Institut Kavli de physique théorique (KITP) de l'Université de Californie à Santa Barbara.

## Travaux
Entre autres choses, elle a travaillé sur les mécanismes d'inflation dans la théorie des cordes (et sur la dynamique des D-branes) et les prédictions des signaux d'ondes gravitationnelles primordiales dans le fond diffus cosmologique et l'expansion de l'univers. Elle est présentée comme« une des plus âpres défenseuses » de la théorie des cordes, bien que cette approche n'ait pas réussi, jusqu'à présent à unifier la mécanique générale et la physique quantique. C'est à ce titre qu'elle participe à la série d'articles publiées en 2019 Why Trust a Theory? qui reprend les arguments des physiciens et philosophes développés depuis le sommet du même nom qui s'est tenu à  Münich, en 2015. Elle est connue pour avoir développé une théorie sur le big-bang qui incorpore une structure ressemblant à un escalier en colimaçon,.

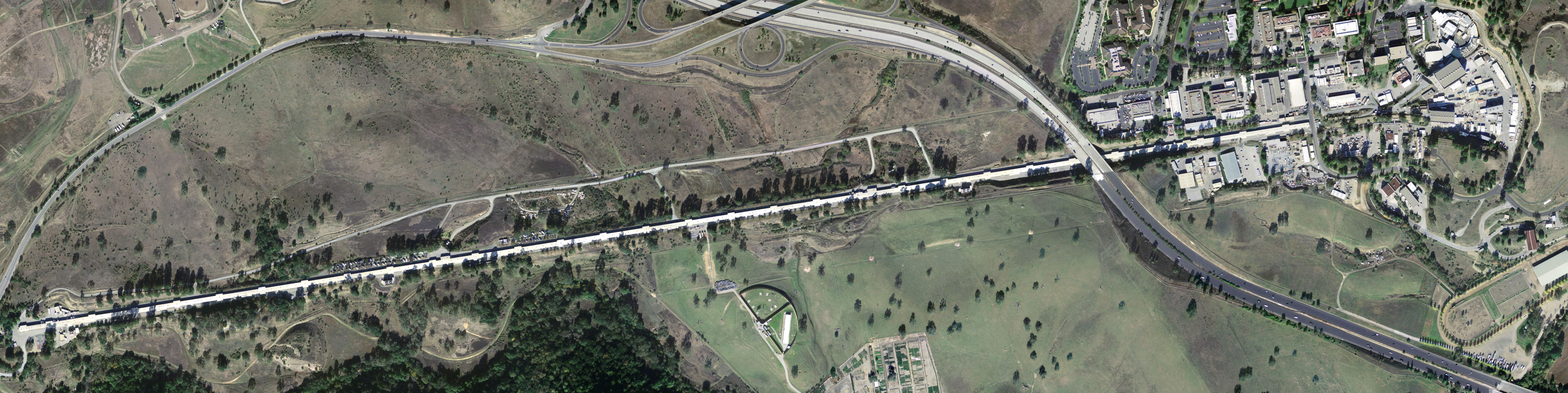
Le SLAC, accélérateur de particules de Stanford (longueur : 3.2 km)

## Honneurs et récompenses
En 1999, à 28 ans, elle obtient une bourse MacArthur  puis une bourse Sloan et reçoit le prix du jeune chercheur exceptionnel du ministère de l'Énergie américain et le prix  Bergmann. Elle est membre de la Société américaine de Physique depuis 2016  et membre de l'académie des sciences depuis 2020.

### Sites externes
- Notices d'autorité :   - VIAF
  - ISNI
  - IdRef
  - LCCN
  - Israël
  - Norvège
  - WorldCat

- Sur le site de Stanford